# Battaglia di Möckern
La battaglia di Möckern venne combattuta il 5 aprile 1813 nelle vicinanze di Möckern in Germania, come parte della più ampia guerra della Sesta coalizione.
Dopo la sconfitta di Napoleone Bonaparte nella campagna di Russia, il comando dei resti della Grande Armata francese era passato al viceré Eugenio di Beauharnais, il quale ripiegò nella Germania orientale per assumere una posizione difensiva dietro il fiume Elba, in attesa dell'arrivo di rinforzi. Le forze congiunte di Regno di Prussia e Impero russo, comandate dal generale Peter Wittgenstein, mossero quindi in avanti e il 5 aprile ingaggiarono le unità di Eugenio rimaste sulla riva orientale dell'Elba nella zona di Magdeburgo: dopo una serie di scontri piuttosto sparpagliati, Eugenio fu costretto a ripiegare oltre l'Elba dopo aver subito dure perdite per mano del nemico.

## Antefatti
Sulla scia della sconfitta francese nella campagna di Russia, con il trattato di Kalisz del 28 febbraio 1813 il Regno di Prussia abbandonò la sua riluttante alleanza con la Francia napoleonica per schierarsi al fianco dell'Impero russo; il 13 marzo seguente, dopo l'arrivo a Berlino dei primi reparti russi, i prussiani dichiararono formalmente guerra alla Francia. L'avanzata delle forze russe da est e la defezione della Prussia resero impossibile per le truppe francesi difendere il Ducato di Varsavia e le regioni orientali della Germania, che furono fondamentalmente abbandonate al nemico senza grossi scontri. I resti della Grande Armata scampati alla disfatta di Russia, un misto di reparti provati dalla campagna e di reclute appena arrivate, erano agli ordini del viceré Eugenio di Beauharnais, ma c'era poco che questi potesse fare: dopo aver ripiegato sull'Oder ai primi di febbraio, dove fu raggiunto da un corpo di rinforzo comandato dal maresciallo Laurent de Gouvion-Saint-Cyr, Eugenio dovette abbandonare la linea di difesa allestita sul fiume a causa dei preparativi bellici prussiani alle sue spalle, e diresse verso la successiva posizione difensiva rappresentata dal fiume Elba.
Il 6 marzo Eugenio raggiunse Wittenberg, dove si attestò. La sua ala sinistra, concentrata attorno a Magdeburgo, era rappresentata dal V Corpo d'armata del generale Jacques Alexandre Law de Lauriston; al centro intorno a Wittenberg si trovava il XI Corpo d'armata del generale Paul Grenier e il I Corpo di cavalleria del generale La Tour-Maubourg, mentre sulla destra a Dresda si trovavano i resti del VII Corpo d'armata del generale Jean Reynier. Eugenio sperava di poter impiegare la linea dell'Elba per trattenere il nemico, guadagnare tempo e attendere i rinforzi che Napoleone stava organizzando in Francia, ma i coalizzati erano in piena avanzata nella Germania orientale; vi erano due principali concentramenti di truppe russo-prussiane: a nord in corpo russo del generale Peter Wittgenstein si era ricongiunto alle forze prussiane dei generali Ludwig Yorck e Friedrich Wilhelm von Bülow nei pressi di Berlino, formando un'armata di circa 40 000 uomini che mosse in direzione di Magdeburgo; a sud invece le truppe russe del generale Ferdinand von Wintzingerode entrarono in Slesia per unirsi ai prussiani comandati dal generale Gebhard von Blücher, con cui avanzarono congiuntamente su Dresda.

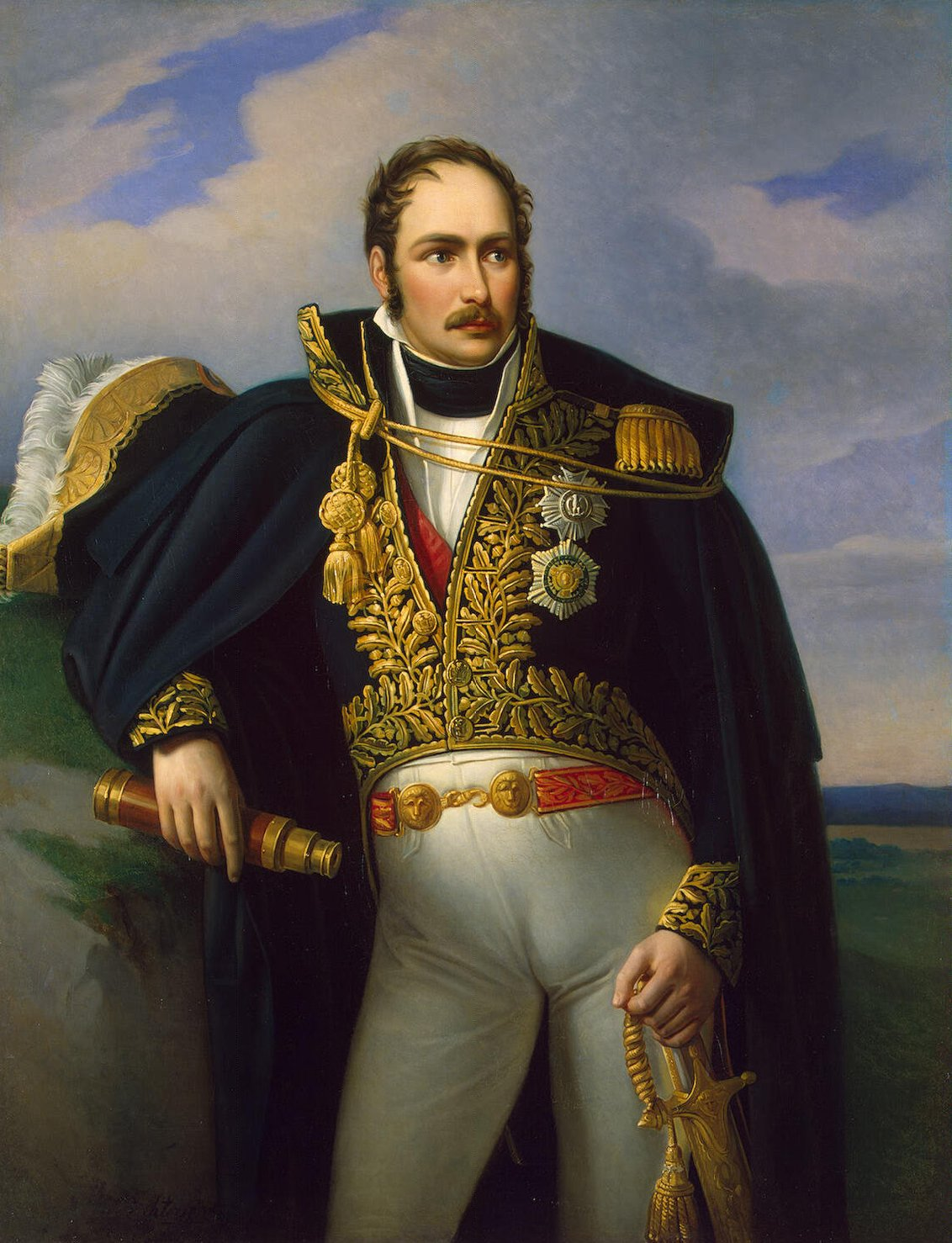
Eugenio di Beauharnais, figliastro di Napoleone e viceré d'Italia, in un quadro di Johann Heinrich Richter

Alla fine di marzo, le truppe di Wittgenstein si trovavano a oriente di Magdeburgo disperse su un vasto fronte: un'avanguardia di 3 800 soldati prussiani, 500 cosacchi e 12 cannoni al comando del generale Ludwig von Borstell era a Nedlitz, circa sei chilometri a ovest di Möckern; più a est di Möckern si trovavano il corpo prussiano di York a Bad Belzig (9 000 soldati e 44 cannoni) e quello russo del generale Gregor Berg a Brück (8 000 soldati, 250 cosacchi e 62 cannoni), mentre ancora nelle vicinanze di Berlino si trovavano i corpi prussiani dei generali Friedrich von Kleist (5 400 soldati, 250 cosacchi e 25 cannoni) e Bülow (4 500 soldati e 24 cannoni). All'inizio di aprile l'alto comando dei coalizzati ordinò che le armate di Wittgenstein e Blücher si riunissero nella zona di Lipsia, e il generale russo diresse a sud-est di Magdeburgo per varcare l'Elba a Roßlau: il 1º aprile Yorck si mosse quindi a sud-ovest da Belzig dirigendo su Zerbst e Zahna, occupando la posizione centrale tra l'avanguardia di Borstell a Nedlitz sulla destra e le forze di Wittgenstein e Kleist sulla sinistra, dirette ad attraversare l'Elba a Dessau e Wittenberg rispettivamente.
Il 2 aprile anche Eugenio si mosse, spingendo il V Corpo di Lauriston a oriente di Magdeburgo verso Königsborn da cui furono scacciati gli avamposti dell'avanguardia di Borstell; la posizione isolata delle forze di Borstell invitò i francesi ad attaccarle, e il 2 aprile Eugenio inviò il XI Corpo di Grenier e il I Corpo di cavalleria di La Tour-Maubourg oltre l'Elba per rinforzare le forze di Lauriston giunte in vista di Möckern. Wittgenstein rispose ordinando a Borstell di ripiegare a est da Möckern verso Görzke e Ziesar, mentre gli altri corpi della sua armata invertivano la marcia per dirigere tutti sulla posizione dei francesi.

## La battaglia

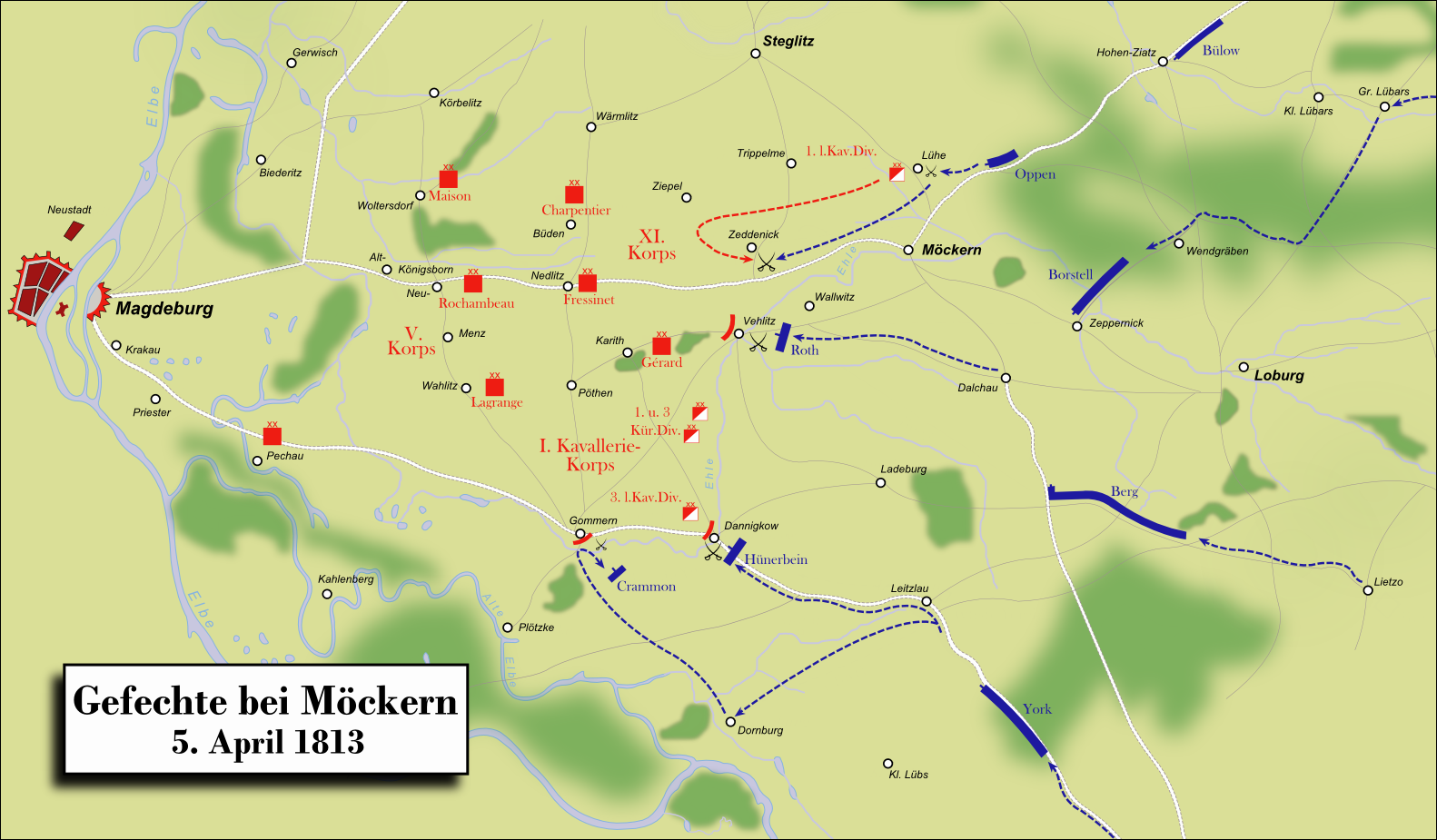
Schema della battaglia: in rosso le unità francesi, in blu quelle dei coalizzati

Per il 5 aprile Eugenio aveva concentrato circa 40 000 uomini sulla riva destra dell'Elba a oriente di Magdeburgo, schierati lungo il corso del fiume Ehle tra Möckern a nord e i villaggi di Dannigkow e Gommern a sud. La posizione di Borstell era stata rinforzata dall'arrivo del corpo prussiano di Bülow, mentre le avanguardie dei corpi di York e Berg erano ancora in marcia da sud-est; pur disponendo al momento di soli 23 000 soldati regolari e 500 cosacchi nella zona a oriente di Möckern, Wittgenstein decise comunque di attaccare: Borstell e Bülow avrebbero dovuto tenere impegnata l'ala sinistra di Eugenio a Möckern, mentre York e Berg avrebbero sferrato un attacco contro il fianco destro a Dannigkow e Gommern, aggirando la posizione del nemico e tagliando fuori i francesi dalla loro via di ritirata verso Magdeburgo.
La battaglia che ne seguì fu un'azione piuttosto sparpagliata, con tre scontri principali combattuti fondamentalmente in maniera separata l'uno dagli altri. Verso mezzogiorno l'avanguardia del corpo prussiano di York, comandata dal generale Friedrich Heinrich Karl von Hünerbein, iniziò il suo attacco alle posizioni nemiche a Dannigkow: la posizione era tenuta dalla divisione francese del generale Joseph Lagrange del V Corpo di Lauriston, che oppose una dura resistenza agli attacchi nemici prima di venire costretto a ritirarsi verso ovest, sfruttando però il terreno paludoso per rallentare il nemico. Il corpo centrale delle forze di York era tuttavia ancora troppo arretrato per poter appoggiare le unità di Hünerbein: alle 16:00 si trovava ancora a Leitzkau, più di otto chilometri a oriente di Dannigkow, e non fu quindi in grado di sfruttare l'arretramento delle unità di Lagrange.
Sulla destra di York, l'avanguardia del corpo russo di Berg al comando del generale Roth attaccò verso le 16:00 il villaggio di Vehlitz, a cui era ancorato il fianco sinistro del XI Corpo di Grenier che occupava la posizione centrale nella linea francese; ne seguì una dura battaglia con la divisione del generale Étienne Maurice Gérard, che difese con successo Vehlitz dagli attacchi dei russi. A differenza di York, Berg riuscì a portare in tempo il corpo centrale delle sue forze sul campo di battaglia e a impegnarlo in azione: verso le 18:00 i russi sferrarono un grande assalto su Vehlitz, riuscendo infine a cacciarne le unità di Gérard.

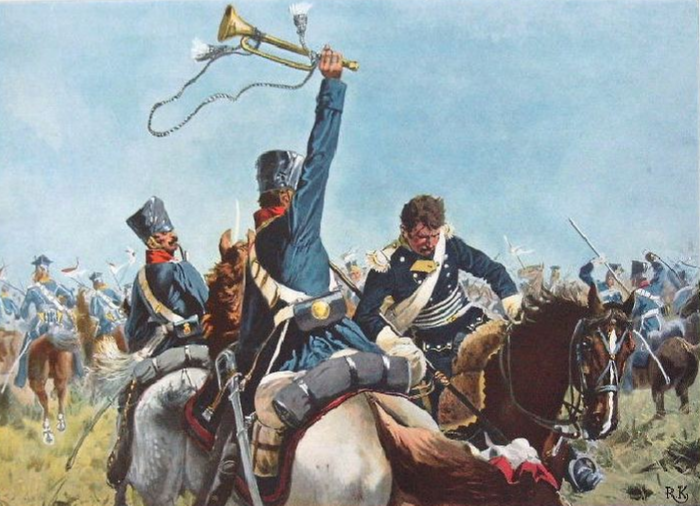
Un episodio della battaglia di Möckern in un quadro di Richard Knötel: il maggiore von Platen dei dragoni prussiani fu attaccato da un lanciere francese, riuscendo a ferirlo; il francese fu poi finito dal trombettiere del reggimento di von Platen, che impiegò la sua tromba come una mazza.

A nord, anche Bülow era entrato in azione verso le 16:00 quando la sua avanguardia assalì le posizioni francesi della divisione di cavalleria leggera del corpo di Grenier attestata a settentrione di Möckern; ne seguì un duro scontro tra gli opposti reparti montati, finché i cavalieri francesi non furono obbligati a ripiegare a ovest verso Zeddenick. La manovra obbligò infine Grenier a ordinare un arretramento generale del suo corpo in direzione di Nedlitz.
I combattimenti cessarono con il calare dell'oscurità. Le forze di Eugenio non erano state messe in rotta, ma il viceré fu impensierito da un falso rapporto che segnalava l'attraversamento dell'Elba da parte di forze nemiche a Roßlau e, temendo di rimanere tagliato fuori dalla sua base di Magdeburgo, ordinò una ritirata generale della sua armata alla volta della città, portandosi poi al sicuro sulla riva sinistra dell'Elba.

## Conseguenze
Benché non fosse stata una battaglia decisiva, lo scontro di Möckern si risolse in un buon successo per la coalizione russo-prussiana: al prezzo di circa 500 tra morti e feriti, l'armata di Wittgenstein riuscì a infliggere a Eugenio la perdita di 2 200 uomini tra morti, feriti e prigionieri, obbligando anche il francese ad abbandonare le sue ultime posizioni a oriente dell'Elba.
Dopo l'occupazione di Dresda da parte dei russo-prussiani di Blücher, a Eugenio non restò altro da fare che abbandonare la linea dell'Elba e ripiegare ancora più a ovest, questa volta dietro il fiume Saale; il 10 aprile Wittgenstein attraversò l'Elba per poi andare a ricongiungersi a Blücher nella zona di Lipsia, formando un'armata congiunta di 73 000 uomini. I russo-prussiani si spinsero fino a Saalfeld sulle rive del Saale, ma qui si fermarono sprecando il vantaggio acquisito con la vittoria di Möckern: il comandante in capo delle armate alleate, il generale russo Michail Illarionovič Kutuzov, cadde ammalato per poi morire il 28 aprile, obbligando l'alto comando dei coalizzati a complicate trattative per scegliere un suo successore; le armate russo-prussiane rimasero a indugiare lungo la Saale per giorni, finché Wittgenstein non fu nominato come nuovo comandante in capo con l'obiettivo di portare un'offensiva oltre il fiume per battere i francesi prima dell'arrivo di ulteriori rinforzi.
Il ritardo dei coalizzati però si era rivelato fatale: il 15 aprile Napoleone era tornato alla guida delle sue forze in Germania portando consistenti rinforzi dalla Francia, e per il 1º maggio la sua armata schierata lungo la Saale contava 120 000 uomini; l'imperatore passò subito al contrattacco, ingaggiando le forze di Wittgenstein il 2 maggio seguente nella battaglia di Lützen.